# Pameče
Pameče este o localitate din comuna Slovenj Gradec, Slovenia, cu o populație de 1.278 de locuitori.